# Washaniya
Washaniya (Wašhaniya) era una ciutat que havia conquerit el rei Anitta de Kussara i va incorporar a territori hitita. Probablement no era lluny d'Hattusa.
Cap a l'any 1360 aC, segurament sota el regnat de Subiluliuma I, la van saquejar els kashka. Aquestes tribus es van emportar presoners als habitants, als ramats i a les ovelles "del palau", que és probable que fos un lloc depenent del palau d'Hattusa. Amb relació a aquesta ciutat s'esmenta la muntanya Pirwašši, no identificada, possiblement algun lloc no gaire llunyà.